# Les Avenières-Veyrins-Thuellin
Les Avenières-Veyrins-Thuellin es una comuna nueva francesa situada en el departamento de Isère, de la región de Auvernia-Ródano-Alpes.

## Historia
Fue creada el 1 de enero de 2016, en aplicación de una resolución del prefecto de Isère de 2 de diciembre de 2015 con la unión de las comunas de Les Avenières y Veyrins-Thuellin, pasando a estar el ayuntamiento en la antigua comuna de Les Avenières.

## Demografía
| Gráfica de evolución demográfica de Les Avenières-Veyrins-Thuellin entre 1800 y 2013 |
|                                                                                      |

Los datos entre 1800 y 2013 son el resultado de sumar los parciales de las dos comunas que forman la nueva comuna de Les Avenières-Veyrins-Thuellin, cuyos datos se han cogido de 1800 a 1999, para las comunas de Les Avenières y Veyrins-Thuellin de la página francesa EHESS/Cassini. Los demás datos se han cogido de la página del INSEE.

## Composición
| Comuna delegada  | Código INSEE | Población (2013) | Superficie (km²) | Densidad (hab./km²) |
| ---------------- | ------------ | ---------------- | ---------------- | ------------------- |
| Les Avenières    | 38022        | 5535             | 30               | 185                 |
| Veyrins-Thuellin | 38541        | 1953             | 11.56            | 169                 |